# Бюффе, Бернар
Бернар Бюффе (фр. Bernard Buffet; 10 июля 1928, Париж — 4 октября 1999, Туртур) — французский художник, широко признанный к двадцати годам за свои работы, несущие хмурое, меланхолическое настроение и отражающие атмосферу, царившую после Второй мировой войны. Известен своим чётко выраженным зарисовочным стилем. Был близок неореалистическим тенденциям, однако критика чаще относила его к мизерабилизму — Бюффе в эти годы был ключевой фигурой данного течения.

## Биография и творчество
Бернар Бюффе родился в Париже, где изучал искусство в Школе изящных искусств (1943—1945). Среди его одноклассников были Морис Буатель и Луи Вюйермоз.
Работал в мастерской художника Эжена Нарбонна.
При поддержке торговца картинами Мориса Гарнье (Maurice Garnier) Бернар Бюффе непрерывно работал, создавая религиозные картины, пейзажи, портреты и натюрморты. В 1961 году художник пишет серию картин, изображающих жизнь Христа, предназначенную для украшения часовни замка Арк в муниципалитете Фюво. Десять лет спустя, по просьбе Папы Римского Павла VI, Бюффе предложит эти картины в музей Ватикана, где они выставлены в отдельной комнате.
Ежегодно проводилась хотя бы одна его выставка вплоть до самоубийства художника. Бюффе, страдая от болезни Паркинсона, был более не в состоянии работать так, как ему хотелось. 4 октября 1999 года в возрасте 71 года он покончил с собой у себя дома в Туртуре на юге Франции. Полиция утверждает, что он умер, надев на голову пластиковый пакет и закрепив его клейкой лентой вокруг шеи.
Бернар Бюффе был женат на писательнице и певице Аннабель Бюффе (фр. Annabel Buffet).
Член жюри Каннского кинофестиваля 1958 года.
Бюффе создал более 8000 картин, а также множество гравюр.
В 1950-х и 1960-х годах популярность работ Бюффе была довольно высокой, однако в последние десятилетия XX века интерес к художнику снизился. На падение интереса отчасти повлиял отход французских искусствоведов от поддержки фигуративного искусства. В XXI веке внимание к творчеству Бернара Бюффе вновь возросло, что повлекло за собой успешные выставки во Франции и по всему миру.

## Память
25 ноября 1973 года в коммуне Нагаидзуми префектуры Сидзуока, Япония, был открыт Музей Бернара Бюффе, основанный Киичиро Окано (1917—1995). В 1988 году музей был расширен. После смерти Бюффе прах художника был рассеян в саду музея.
В 2016 году британский писатель Николас Фолкс опубликовал книгу «Бернар Бюффе: изобретение современного мега-художника»: рассказ о жизни и творчестве Бюффе.

## В культуре
Репродукция картины «Голова клоуна» висит в доме у Андрея Бузыкина — главного героя фильма Георгия Данелии «Осенний марафон», подчеркивая его грустную роль.